# Gmach Biblioteki Ordynacji Krasińskich w Warszawie
Gmach Biblioteki Ordynacji Krasińskich – zabytkowy budynek znajdujący się przy ul. Okólnik 9 w Warszawie, mieszczący do 1944 Bibliotekę Ordynacji Krasińskich.

## Historia
Gmach powstał na zamówienie ordynata Edwarda Krasińskiego, z przeznaczeniem na siedzibę Biblioteki Ordynacji Krasińskich, mieszczącej się ówcześnie w Pałacu Czapskich. Wybudowano go na działce, zakupionej w 1910 od Marii Wodzińskiej, na której wcześniej znajdowała się ujeżdżalnia. Pierwotne plany budynku przygotował architekt Juliusz Nagórski, natomiast Henryk Julian Gay je dopracował.
Zasadnicza część obiektu powstała w latach 1911–1913, przy czym właściwe prace budowlane rozpoczęły się w 1912. Najpierw wybudowano dwa mieszkalne skrzydła boczne, których wynajem miał częściowo utrzymywać bibliotekę. Następnie postawiono tylną część, mającą mieścić magazyny biblioteczne, oraz frontowy gmach między bocznymi skrzydłami. Przeprowadzkę zbiorów bibliotecznych rozpoczęto jeszcze podczas wznoszenia gmachu w 1913, jednak wybuch I wojny światowej przerwał prace wykończeniowe. Zbiory biblioteczne udostępniano w prowizorycznej czytelni. Uroczyste otwarcie biblioteki miało miejsce dopiero 2 grudnia 1930. W latach 1910–1916 na budowę gmachu wydano około 403 tys. rubli, zaś w latach 1917–1930 równowartość około 257 tys. złotych.
W czasie II wojny światowej pierwsze zniszczenia budynku miały miejsce już we wrześniu 1939 – zniszczeniu uległa część wystawowa i urządzenia czytelni publicznej. W 1941 budynek stał się jedną z siedzib powołanej przez okupantów niemieckich Staatsbibliothek Warschau. Przeniesiono do niego cenne zbiory również z innych bibliotek warszawskich. Niemcy zaczęli podpalać zbiory jeszcze we wrześniu 1944 przed upadkiem powstania warszawskiego. Mimo licznych zniszczeń, dzięki solidnej konstrukcji, budynek przetrwał pożary, zawaliło się jednak skrzydło magazynowe.
W 1948 zakończono remont i przebudowę w stanie surowym. Kolejne wnętrza remontowane były przez kilka lat i sukcesywnie zajmowane pod działalność. W 1958 budynek otrzymała Biblioteka Narodowa. Najdłużej działała w nim drukarnia oraz introligatornia, ale zlokalizowane były tam również inne komórki Biblioteki Narodowej. 1 lipca 1965 budynek został wpisany do rejestru zabytków pod numerem 729.
W latach 1985–1989 drukarnia i introligatornia zostały przeniesione do nowego gmachu Biblioteki Narodowej przy al. Niepodległości w Warszawie. W 1989 budynek przekazano władzom miejskim Warszawy i pozostał niezagospodarowany. W latach 90. roszczenia do nieruchomości zgłosili spadkobiercy przedwojennych właścicieli. Przez pewien czas budynek był użytkowany przez Region „Mazowsze” NSZZ „Solidarność”. W 1993 fragmentarycznie odnowiono elewacje budynków mieszkalnych.
W 2023 roku minister rozwoju i technologii umorzył postępowanie w sprawie zwrotu budynku spadkobiercom przedwojennych właścicieli.

## Opis
Budynek nosi cechy architektury wczesnego modernizmu. Główna frontowa część budynku jest niższa. Fasadę zdobią cztery kolumny, nad którymi umieszczone są kamienne zbroje i łaciński napis AMOR PATRIÆ NOSTRA LEX (Miłość ojczyzny naszym prawem). Elewację dekorują również wieńce, pochodnie i orły o rozpostartych skrzydłach. Nad głównym wejściem znajduje się kartusz z herbem Krasińskich Ślepowron. Boczne skrzydła mieszkalne są wyższe i liczą cztery piętra. Najbardziej reprezentacyjnym pomieszczeniem w budynku był dwukondygnacyjny hall ze schodami i galeriami, oświetlany przebitym w suficie świetlikiem. Hall ozdobiony był obrazami i zbrojami.

## Galeria

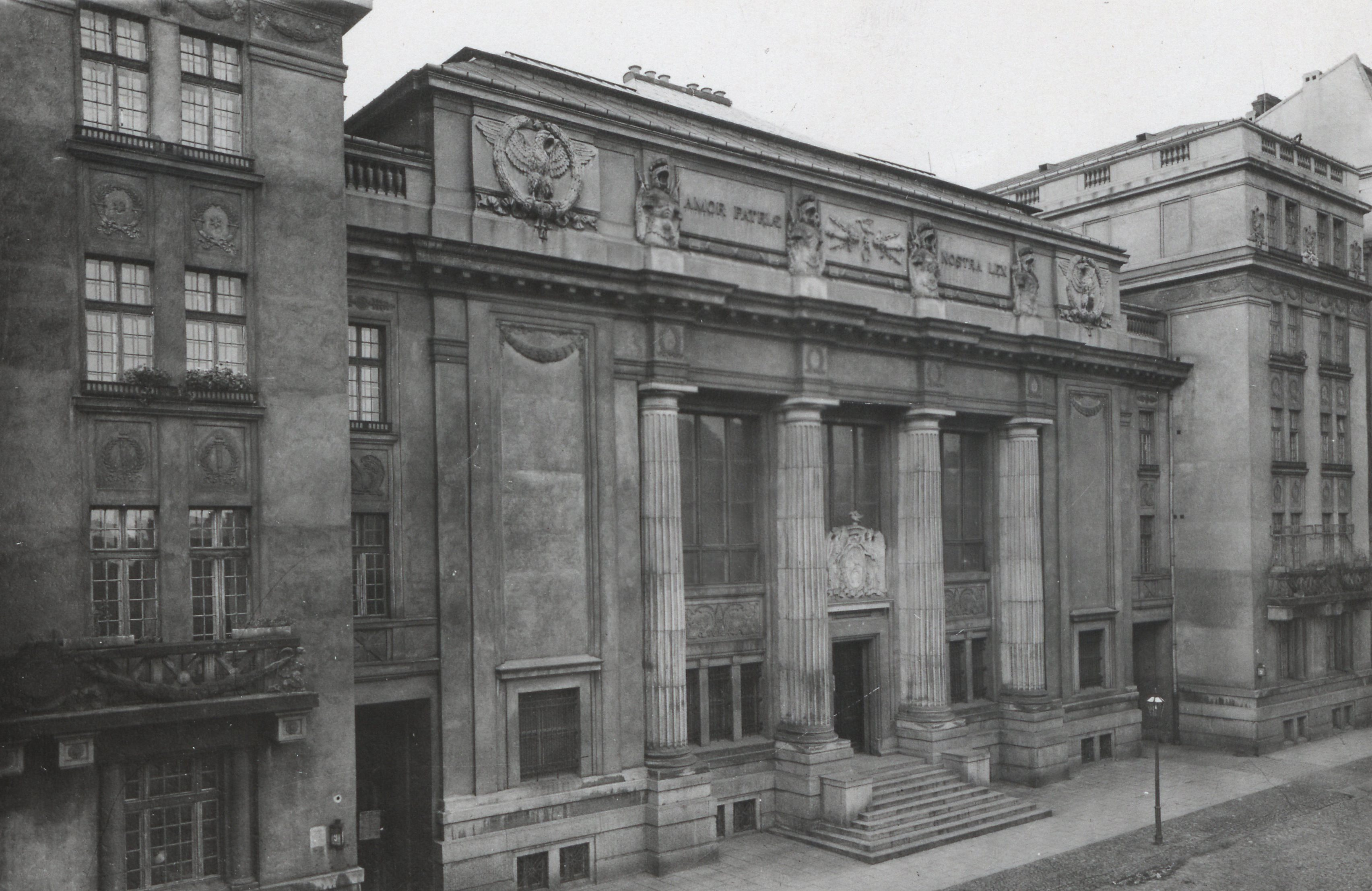
Fasada (około 1930)
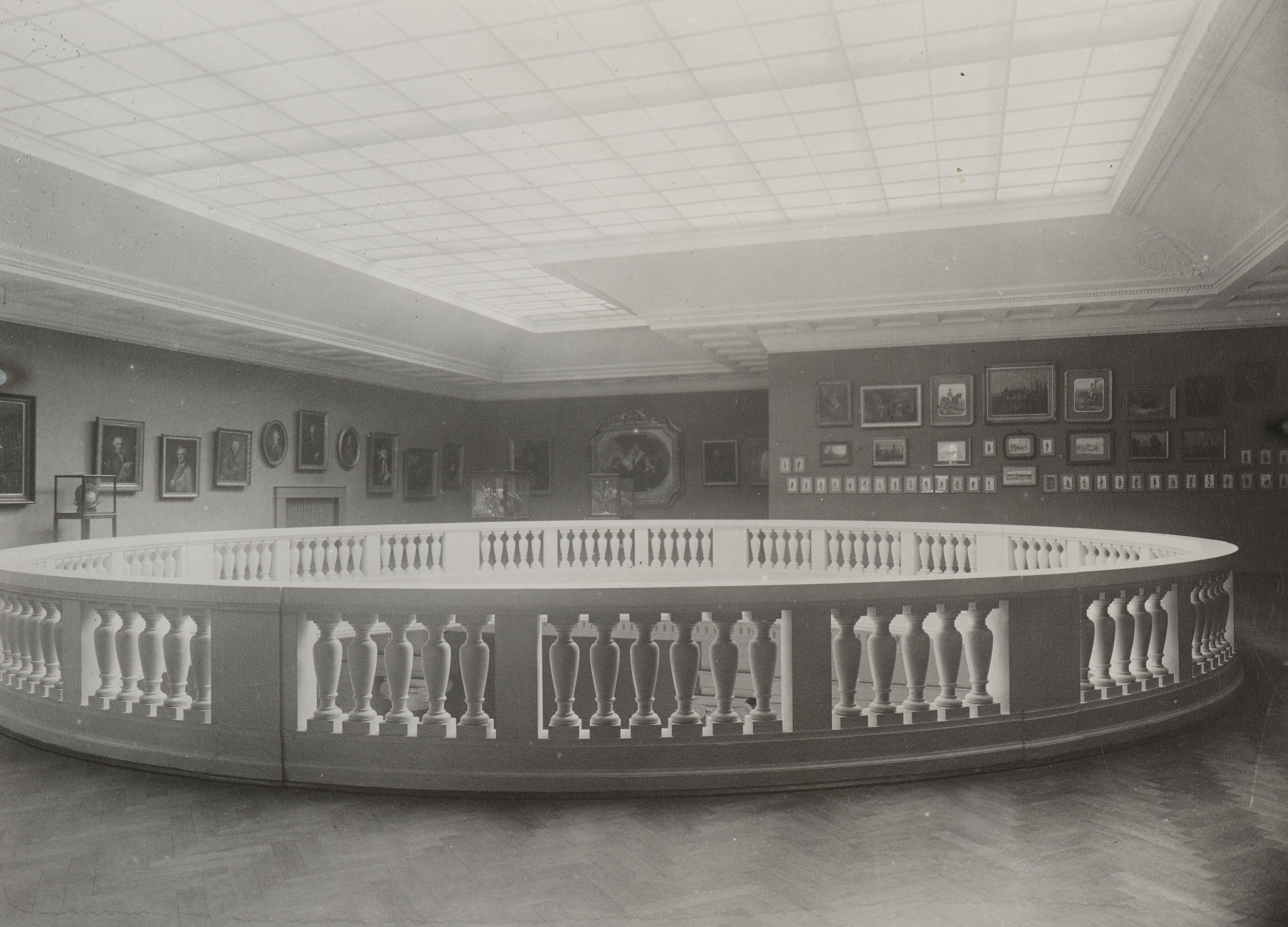
Hall (około 1931)
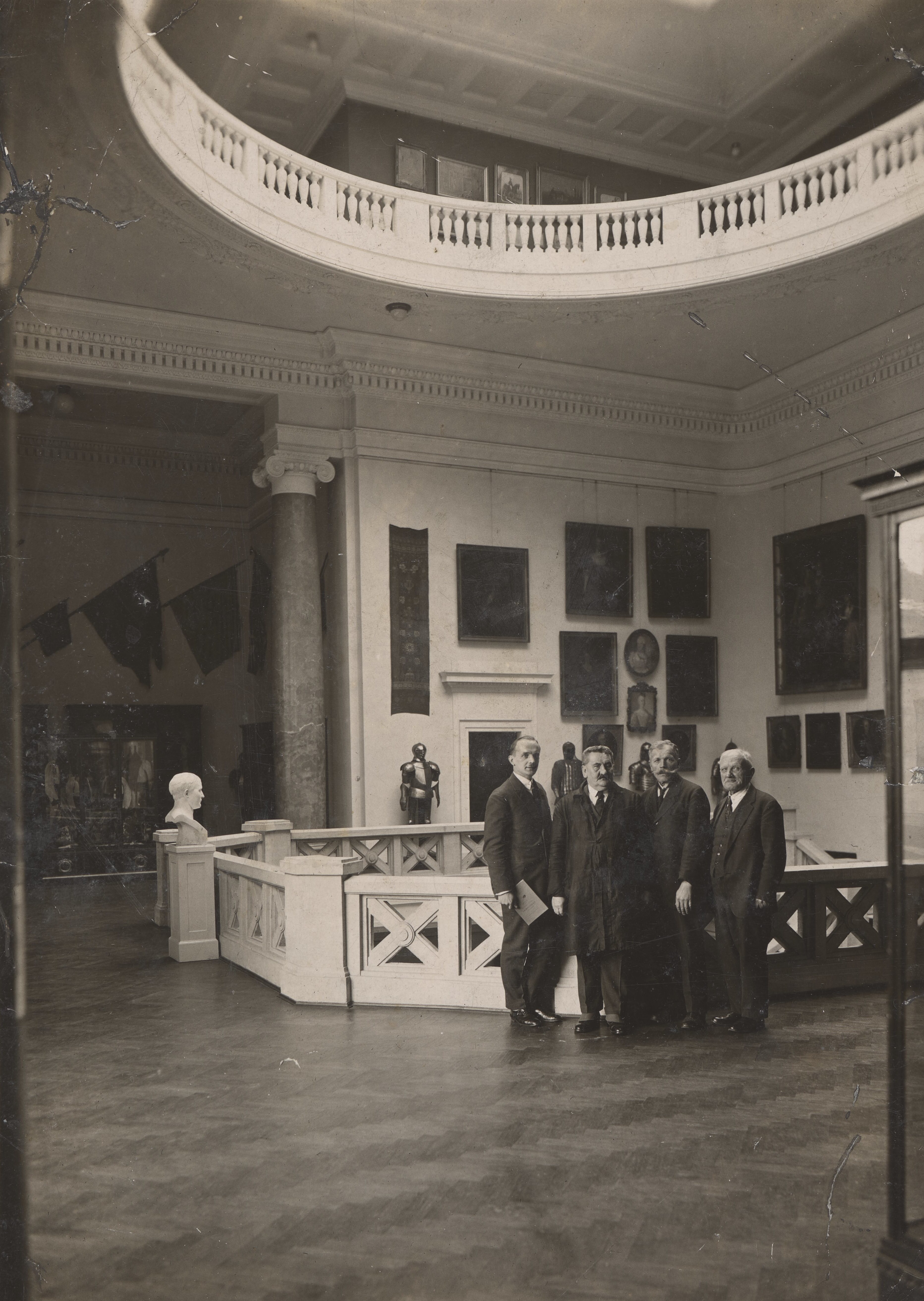
Hall (przed 1939)
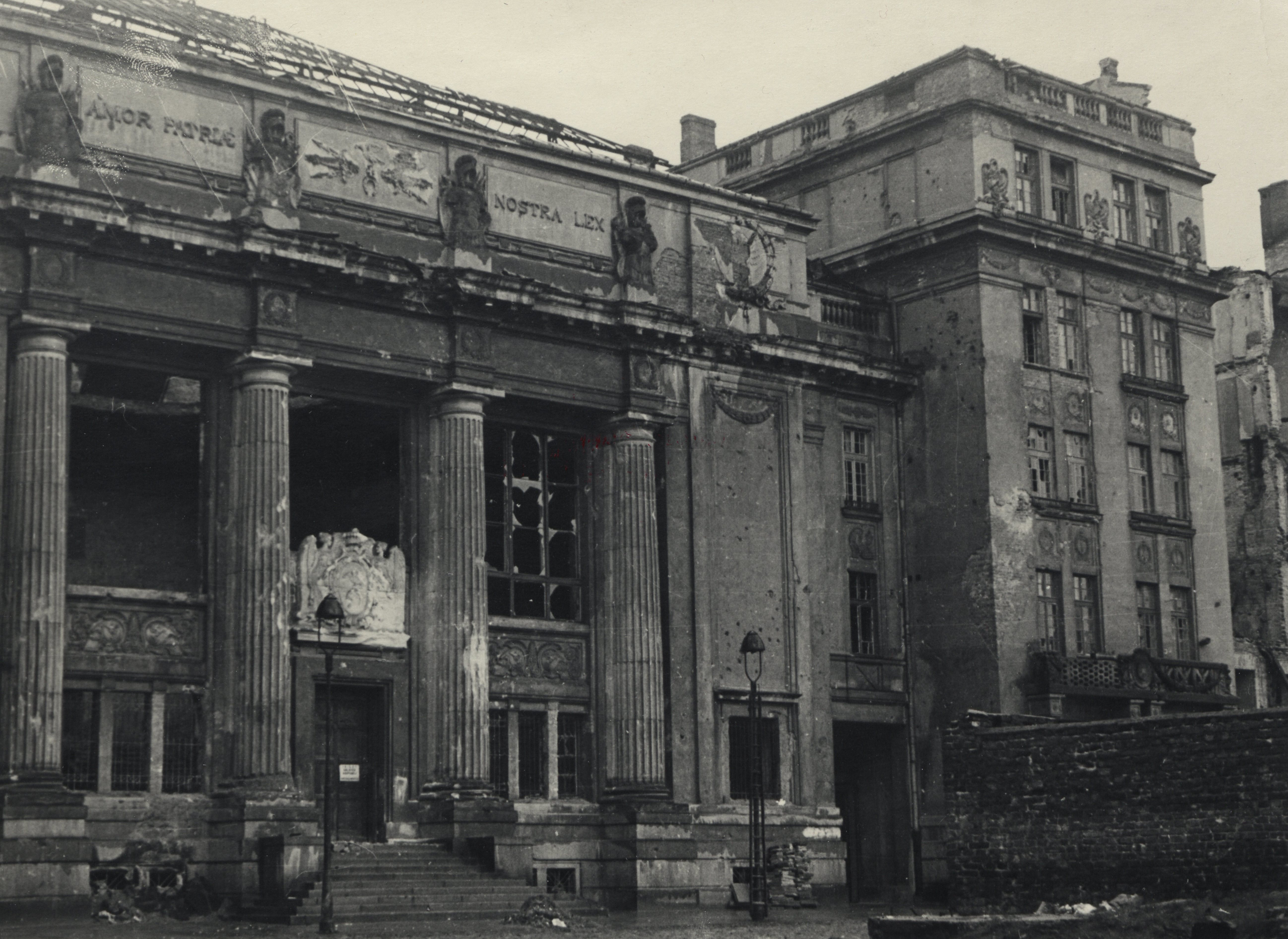
Budynek po zniszczeniach wojennych (1945)